# Orencio Solana
Orencio Solana, también como Solanas y Solanaz, (Huesca, c. 1600 - Huesca, ¿25 de junio de 1669?) fue un compositor y maestro de capilla español. El musicólogo Muneta lo identifica con Francisco Solana, maestro de capilla en Alquézar y Huesca.

## Identidad
Definir con exactitud la identidad y trayectoria de Orencio Solana resulta extremadamente difícil. En este caso, no se trata solo de una falta de documentación, sino también de la posible confusión con otros maestros de capilla, organistas y compositores activos en Aragón con el mismo apellido. Algunos de ellos familia del compositor, otros sin relación familiar conocida. Por ejemplo, la familia formada por Matías Miguel Solana y sus sobrinos José y Plácido Solanas fueron compositores y organistas activos en Aragón en la época, de los que no se conoce relación con Orencio. Hay también un Juan Francisco Solana, maestro de capilla de la Catedral de Jaca en torno a la década de 1660.
El musicólogo Jesús María Muneta identifica a Orencio Solana con «Francisco Solana», mencionado por Pedro Calahorra y Antonio Durán como maestro de capilla en Alquézar, que posteriormente partió a Huesca. Al parecer en la Colegiata de Alquézar no hay composiciones de Francisco y en cambio si las hay de Orencio, que es mencionado en papeles sueltos como «Racionero y maestro de capilla que Dios guarde en Alquézar».

## Vida
Debió nacer en Huesca, hacia 1600, sin que se conozca cual fue su formación musical.
Las primeras noticias que se tienen de Orencio Solana son del 20 de noviembre de 1633, fecha en el que se le nombra maestro de capilla de la Catedral de Albarracín. Francisco Navarro había conseguido en magisterio de la Catedral de Segorbe en 1628 y había dejado abandonado el magisterio en Albarracín en noviembre de 1630. El cabildo lobetano no le retiró la capellanía hasta 1631 y no se decidió a buscar un maestro nuevo hasta 1633. A Solana se le admitió,

[...] con emolumentos ordinarios y, por cuanto están perdidas las diez libras de la gruesa de la capellanía de dicho magisterio, se le adjudican diez libras de la masa común hasta que se cobre de la gruesa de la capellanía.
Actas capitulares de la Catedral de Albarracín, 20 de noviembre de 1633

Una semana más tarde se le adelantaba parte del salario:

[...] que se vistraigan al Mtro. de Capilla cien reales, los cincuenta de la masa de los oficios, los otros cincuenta de la masa común.
Actas capitulares de la Catedral de Albarracín, 27 de noviembre de 1633

El 1 de diciembre se le perpetuaron las distribuciones, «como se ha hecho con los demás Mtros. de Capilla». Al día siguiente tomaba posesión de la capilla, para la que había sido nombrado capellán. A penas permaneció dos años en el cargo, siendo sustituido en 1635 por Diego Fernández Castellano, «que era hábil para regir la capilla».
De Albarracín pasó a la Colegiata de Alquézar, donde también ejerció de maestro de capilla. Como ya se ha mencionado, el licenciado Orencio aparece documentado en Alquézar en varios papeles sueltos, además de en una composición. Si se acepta la hipótesis de Muneta, se trata del mismo Francisco Solana mencionado por Calahorra.
Hay un Orencio Solana mencionado como maestro de capilla de la Catedral de Barbastro en la segunda mitad del siglo XVII que podría tratarse de este mismo. Al parecer además de Orencio, había otros miembros de la familia Solana en la Catedral. El hermano Vicente fue soprano y sus sobrinos Francisco y Martín eran infantes del coro. También hay mencionado un Orencio Solana en la Colegiata de Bolea, donde había fundado una capellanía, aunque no se menciona el año, por lo que es imposible saber si se trata de la misma persona:

La capellanía o beneficio del Pilar en la iglesia parroquial [de Bolea], fundada por el licenciado Orencio Solana, racionero de la parroquial, en la capilla y altar suyo bajo la invocación de Nuestra Señora del Pilar, libre, franca e inmune de cualquier carga eclesiástica o secular, cuyo fundamento se nombró a sí mismo el primer capellán; tenía obligación de celebrar dos misas semanales: el miércoles y el sábado; ha de residir perpetuamente en la villa, pudiendo tomarse un mes de vacación; la caridad para cada misa era de tres sueldos de plata.

Siguiendo la hipótesis de Muneta, Orencio/Francisco Solana se habría trasladado en 1668 a Huesca para ocupar el magisterio. Luis Vicente Gargallo había partido a la Catedral de Barcelona en 1667, dejando el magisterio vacante. Fue nombrado maestro de capilla el 15 de mayo de 1668 y fallecería un año después en el cargo, el 25 de junio de 1667. Le sucedería en el magisterio Juan Baraza.

## Obra
En la Colegiata de Alquézar se conserva un motete, Tristis es amina mea, a cuatro voces. Además se conserva un villancico al Santísimo Sacramento, Si de amor los segadores, a ocho voces con acompañamiento. Antonio Durán menciona varias otras composiciones en Alquézar que no son mencionadas por Muneta:
- Domine ad adiuvantum, a ocho voces;
- villancico a San Lorenzo, a ocho voces y órgano y arpa;
- A la jácara, jácara nueva, villancico navideño a ocho voces;
- Tocad jacenses alarma, villancico a Santa Eurosia a ocho voces y acompañamiento de órgano;
- Pastorcillo dichoso, villancico a Santa Eurosia a cuatro voces.